# 石邦柱
石邦柱（1467年—1546年），字安國，廣西梧州府蒼梧縣人，民籍，明朝政治人物。

## 生平
廣西鄉試第七名舉人。弘治十五年（1502年）中式壬戌科會試第二百九十一名，三甲第四十二名進士。曾為南海縣及蕭縣知縣，後為郴州知州，轉長沙府同知，陞南京戶部郎中，居喪後復補為工部郎中，後出守瑞州。因病辭官回鄉，建龍泉書院，教族人及子弟。終年八十歲，鄉人建景賢祠以為祭祀。

## 家族
曾祖石良禮；祖父石用廣；父石珍。前母黃氏；母甘氏。具庆下。